# Gilgit (Stadt)

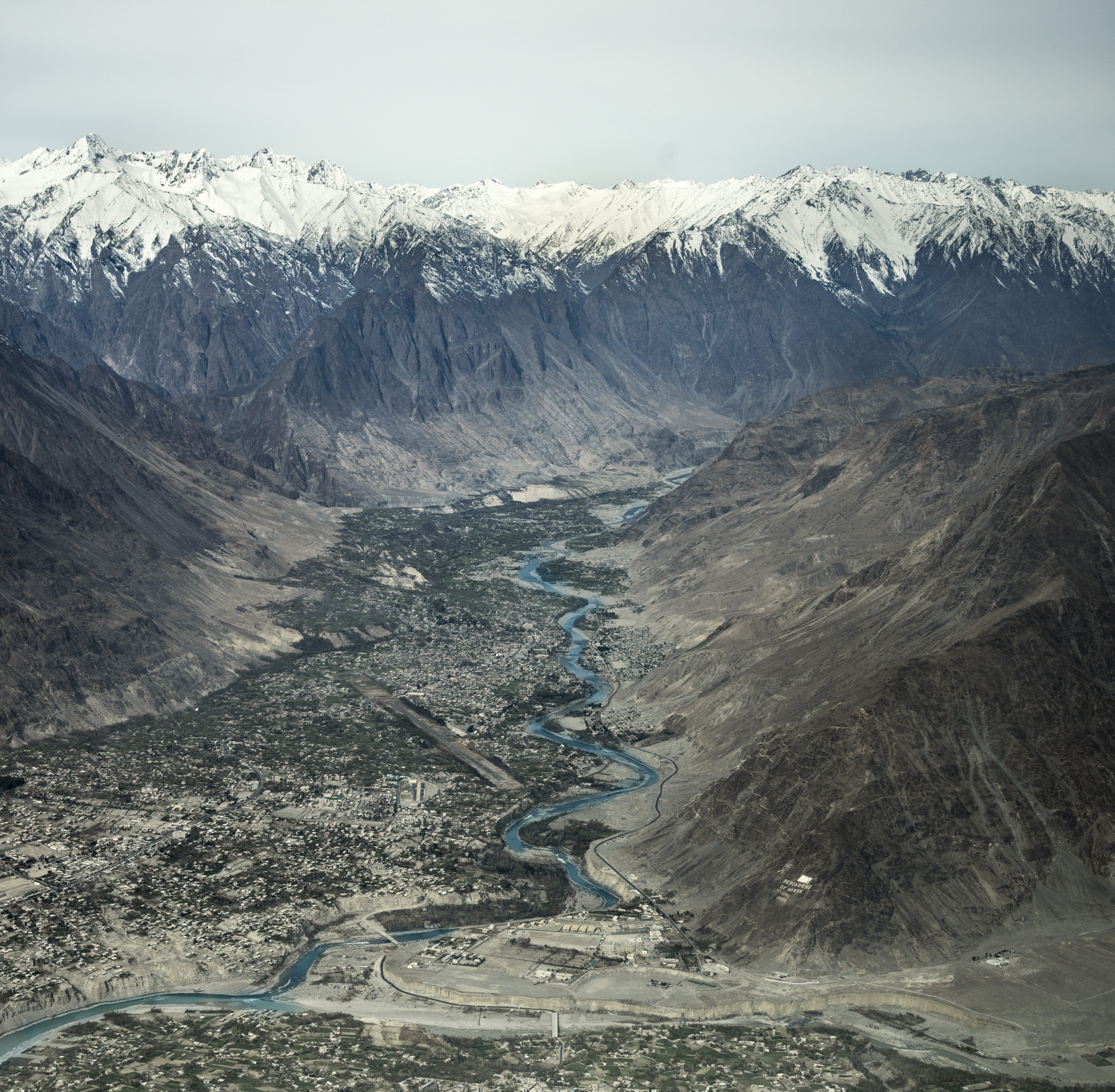
Luftaufnahme von Gilgit

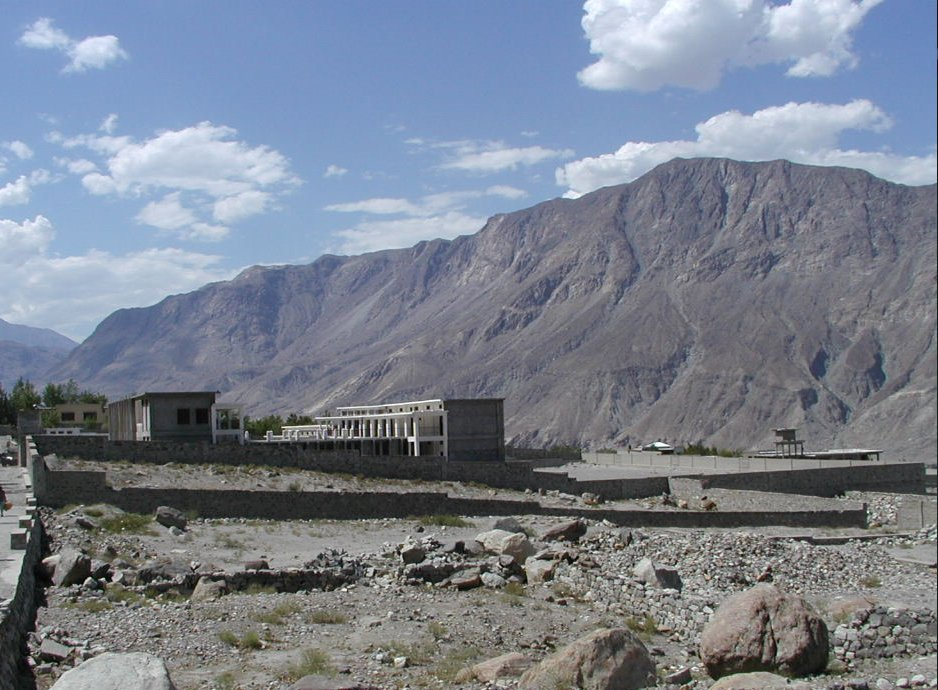
Blick von der Stadt

Gilgit (Urdu گلگت) ist eine Stadt am Fluss Gilgit, einem Nebenfluss des Indus, im pakistanischen Teil des Karakorum. Sie gehörte einst zu Kaschmir und ist die einzige Stadt mit größerem Einfluss im Norden Pakistans. Die Einwohnerzahl beträgt 10.414 (Stand 1. Januar 2007).
Die Stadt liegt am Karakorum Highway, einer wichtigen Handelsroute zwischen Pakistan und China, wodurch auch Gilgit an Bedeutung gewinnt.
Gilgit besitzt einen kleinen Flughafen, der nur bei Tag und gutem Wetter angeflogen werden kann. Außerdem ist es die Vermittlungsstation für die Telefonleitungen in das nordöstlich gelegene Hunzatal.
Gilgit ist die Hauptstadt der Region Gilgit-Baltistan, die bis 2009 als Nordgebiete (Northern Areas) bezeichnet wurde.

## Persönlichkeiten
- Muhammad Abbas (* 1986), Skirennläufer
- Muhammad Karim (* 1995), Skirennläufer